# Propstsprengel Meiningen-Suhl
Der Propstsprengel Meiningen-Suhl war eine Untergliederung der Evangelischen Kirche in Mitteldeutschland (EKM). In den fünf Propstsprengeln, auch Sprengel oder Propsteien genannt, waren mehrere Kirchenkreise zu einem gemeinsamen Aufsichtsbezirk zusammengefasst, dem ein Propst vorstand; es gab aber keine gemeinsame Verwaltung und auch keine Synode wie auf der Ebene der Kirchenkreise.
Er hatte seinen Sitz in der Sachsenstraße 15 in Meiningen; Hauptkirche war die Stadtkirche Meiningen.

## Gebiet
Das Gebiet des Propstsprengels umfasste das südliche Thüringen und entsprach weitgehend dem Aufsichtsbezirk Süd der Evangelisch-Lutherischen Kirche in Thüringen vor deren Aufgehen in der EKM. Nur der Kirchenkreis Henneberger Land, das bis 2009 zur Evangelischen Kirche der Kirchenprovinz Sachsen gehörende Gebiet um Suhl, gehörte zum Kreiskirchenamt Erfurt, die sechs anderen Kirchenkreise zum Kreiskirchenamt Meiningen. Der Propstsprengel hatte 416 Kirchengemeinden mit 499 Kirchen und Kapellen und rund 146.000 Mitgliedern (Stand: 2016).
Der Propstsprengel bestand aus folgenden Kirchenkreisen:
- Arnstadt-Ilmenau
- Bad Salzungen-Dermbach
- Henneberger Land
- Hildburghausen-Eisfeld
- Meiningen
- Rudolstadt-Saalfeld
- Sonneberg

## Geschichte
In der Evangelisch-Lutherischen Kirche in Thüringen wurden 1946 vier Aufsichtsbezirke gebildet, für die Oberkirchenräte aus dem Landeskirchenamt als Visitatoren beauftragt wurden. Es waren die Aufsichtsbezirke Ost (mit Sitz in Gera), Mitte (mit Sitz in Weimar), West (mit Sitz in Gotha) und Süd (mit Sitz in Meiningen). Der Aufsichtsbezirk Mitte wurde 1998 aufgelöst und sein Gebiet auf die drei anderen Aufsichtsbezirke aufgeteilt. Seitdem gehörten zum Aufsichtsbezirk Süd die Kirchenkreise Arnstadt-Ilmenau, Bad Salzungen-Dermbach, Hildburghausen-Eisfeld, Meiningen, Rudolstadt-Saalfeld und Sonneberg.
Der Kirchenkreis Henneberger Land, 1989 durch die Zusammenlegung der Kirchenkreise Schleusingen und Suhl entstanden, gehörte bis 1994 zur Propstei Erfurt, danach zur Propstei Erfurt-Nordhausen, einem von zuletzt fünf Aufsichtsbezirken in der Evangelischen Kirche der Kirchenprovinz Sachsen.
Nach der Gründung der Evangelischen Kirche in Mitteldeutschland im Jahr 2009 wurden die beiden Gebiete zum Propstsprengel Meiningen-Suhl umgewandelt. Oberkirchenrätin des Aufsichtsbezirk Süd war seit dem 1. Oktober 1998 Marita Krüger, die dann zur Regionalbischöfin des Propstsprengels und stellvertretenden Landesbischöfin wurde. Bei einer Neuordnung der Propstsprengel der EKM wurde der Propstsprengel Meiningen-Suhl am 1. Januar 2012 neu gegründet. Am 1. April 2013 ging Marita Krüger in den Ruhestand. Ihre Nachfolgerin wurde Kristina Kühnbaum-Schmidt, die jedoch zum 1. April 2019 in das Amt der Landesbischöfin der Evangelisch-Lutherischen Kirche in Norddeutschland wechselte. Bis zur Wahl eines Nachfolgers amtierte ihr bisheriger Stellvertreter Ulrich Lieberknecht als Propst. Am 29. November 2019 wurde Tobias Schüfer von der Landessynode zum neuen Regionalbischof gewählt; er trat sein Amt im April 2020 an.
Zum 1. Januar 2022 wurde der Propstsprengel mit den Propstsprengeln Eisenach-Erfurt und Gera-Weimar zum Bischofssprengel Erfurt vereinigt. Regionalbischof Schüfer behielt sein Amt. Er teilt sich die Verantwortung mit Friederike Spengler, der Regionalbischöfin des ehemaligen Propstsprengels Gera-Weimar.

## Pröpste bzw. Visitatoren

### Visitatoren für den Aufsichtsbezirk Süd
- 1946–1949: Ernst Köhler
- 1970–1988: Dietrich Vogel von Frommannshausen‐Schubart
- 1988–1992: Roland Hoffmann
- 1993–1998: Johann Friedrich Krüger
- 1998–2009: Marita Krüger

### Pröpste
- 2009–2013: Marita Krüger
- 2013–2019: Kristina Kühnbaum-Schmidt
- 2020–2021: Tobias Schüfer